# Astrid Kollex
Astrid Kollex (* 1946) ist eine deutsche Synchronsprecherin, Dialogregisseurin und Hörspielsprecherin.

## Leben
Bekannt wurde sie durch ihre Synchronisation von Justine Miceli als Adrianne Lesniak in der Serie New York Cops – NYPD Blue und von Christina Haag als Erica Connelly in Providence.
In der Zeichentrickserie Die Schlümpfe synchronisierte sie Schlumpfine. Außerdem sprach sie Robyn Douglass als Jamie Hamilton in der Kampfstern Galactica-Reihe und Erica Gimpel als Coco Hernandez in Fame – Der Weg zum Ruhm. Des Weiteren kann man sie in vielen Episodenparts von Serien hören, so z. B. öfters in Pretender, Dead Zone, Knight Rider, Die Sopranos oder McLeods Töchter.
Astrid Kollex war zudem in vielen Filmen zu hören, zu denen Das gelobte Land, Der letzte der feurigen Liebhaber sowie Bis zum Ende der Straße gehören. Weitere Titel sind Way of the Gun, Shakedown, Verhext, Das Ding aus dem Sumpf, Crawlers – Angriff der Killerinsekten, Die einzig wahre Liebe sowie Amadeus – Director's Cut und Psycho 4 – The Beginning.
Dialogregie führte sie für Produktionen wie Dead Zone, Mutant X, Dune – Der Wüstenplanet, Shelter Island oder Blind Horizon – Der Feind in mir sowie die dänische Fernsehserie Gefährliche Seilschaften. Bücher schrieb sie zu diesen Produktionen auch, teilweise mit anderen Autoren.
Als Hörspielsprecherin konnte man sie in Flitze Feuerzahn – Die abenteuerlichen Geschichten vom kleinen Drachen als die Sprecherin von Rabe Raps erleben. Außerdem sprach sie Babsi Boing Boing in Holle Honig und Popi in Popeye. Des Weiteren war sie als Bellfree in Filmation's Ghostbusters und in einzelnen Folgen von Hörspielserien wie Ein Fall für TKKG, Fünf Freunde oder Asterix und als Mamsell in den Hanni-und-Nanni-Folgen der 1980er Jahre zu hören.
Astrid Kollex ist die Mutter von Celine Fontanges.